# بخش بید
بخش بید (به انگلیسی: Beed district) یک منطقهٔ مسکونی در هند است که در بخش اورنگ آباد واقع شده‌است. بخش بید ۱۰٬۶۹۳ کیلومتر مربع مساحت و ۲٬۵۸۵٬۰۴۹ نفر جمعیت دارد.